# 木洞站
木洞站（：／ Mokdong yeok */?）是首都圈電鐵5號線沿線的一座地下車站，位於韓國首爾特別市陽川區木1洞。

## 車站構造
站體為2面2線曲線式設計側式月台的地下車站，候車月台設有月台幕門，並有出口共8處。

### 月台配置
| 新亭 ↑   |
| \| 上    |
| ↓ 梧木橋 |

| 月台 | 路線             | 目的地                                       |
| ---- | ---------------- | -------------------------------------------- |
| 上行 | ●首都圈電鐵5號線 | 喜鵲山、金浦機場、傍花方向                   |
| 下行 | ●首都圈電鐵5號線 | 汝矣島、光化門、上一洞、河南黔丹山、馬川方向 |

## 歷史
- 1996年8月12日：落成啟用。

## 車站周邊
- SBS電視台
- 基督教廣播（CBS）
- 木洞羅德奧街
- 新亭西部市場
- 進明女子高校
- 梨花女子大學附設木洞醫院（朝鲜语：이대목동병원）
- 首爾出入境管理事務所（朝鲜语：서울출입국·외국인청）
- 首爾南部地方法院（朝鲜语：서울남부지방법원）
- 首爾南部地方檢察廳（朝鲜语：서울남부지방검찰청）

## 圖片

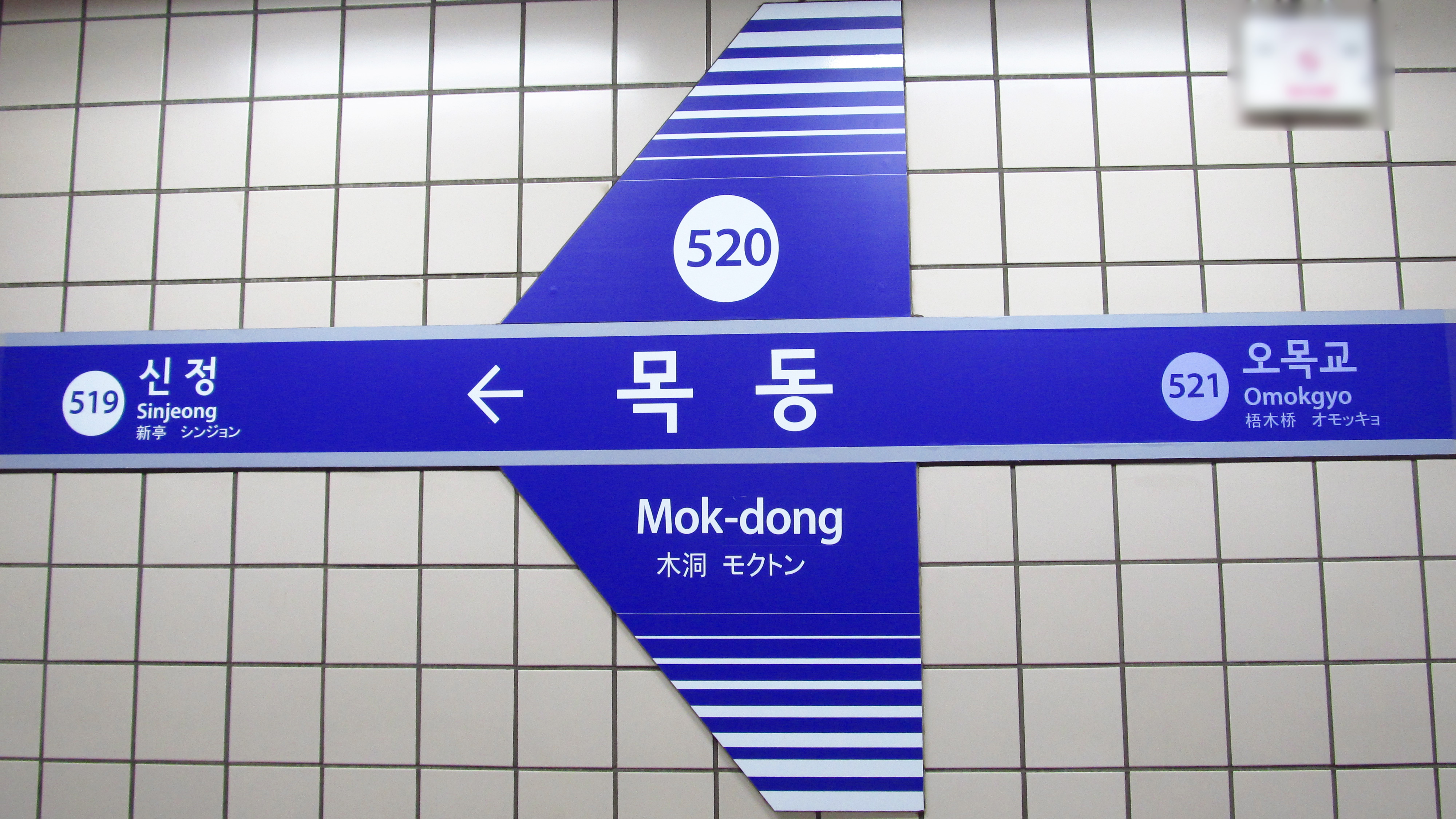
站名牌
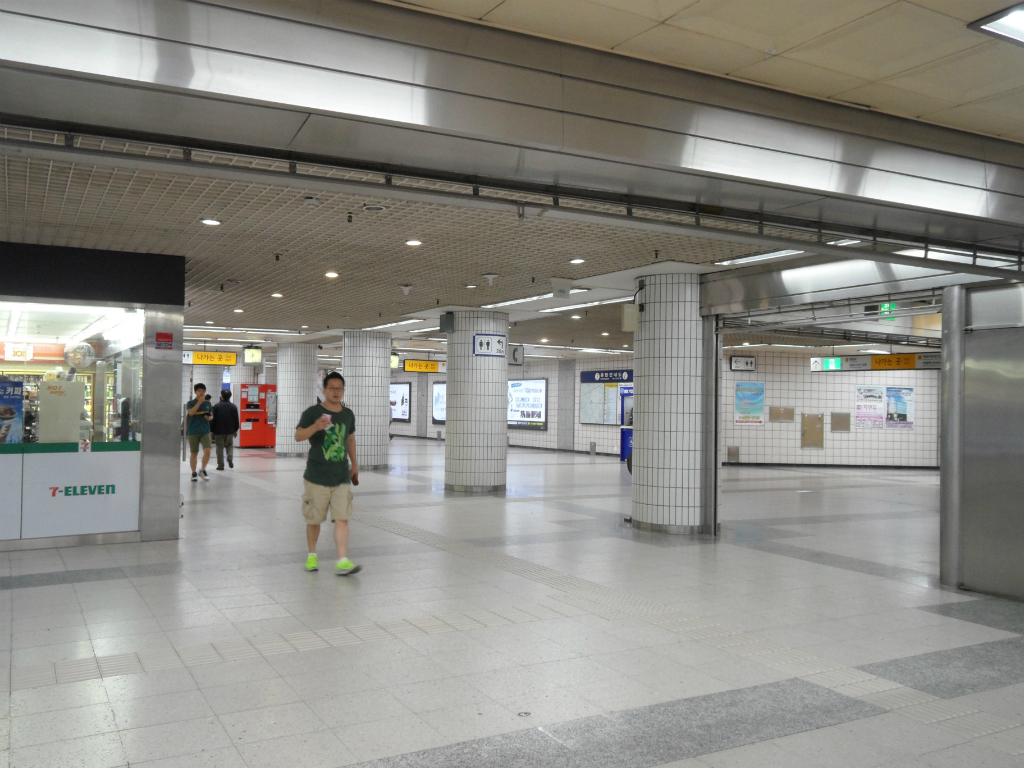
車站川堂
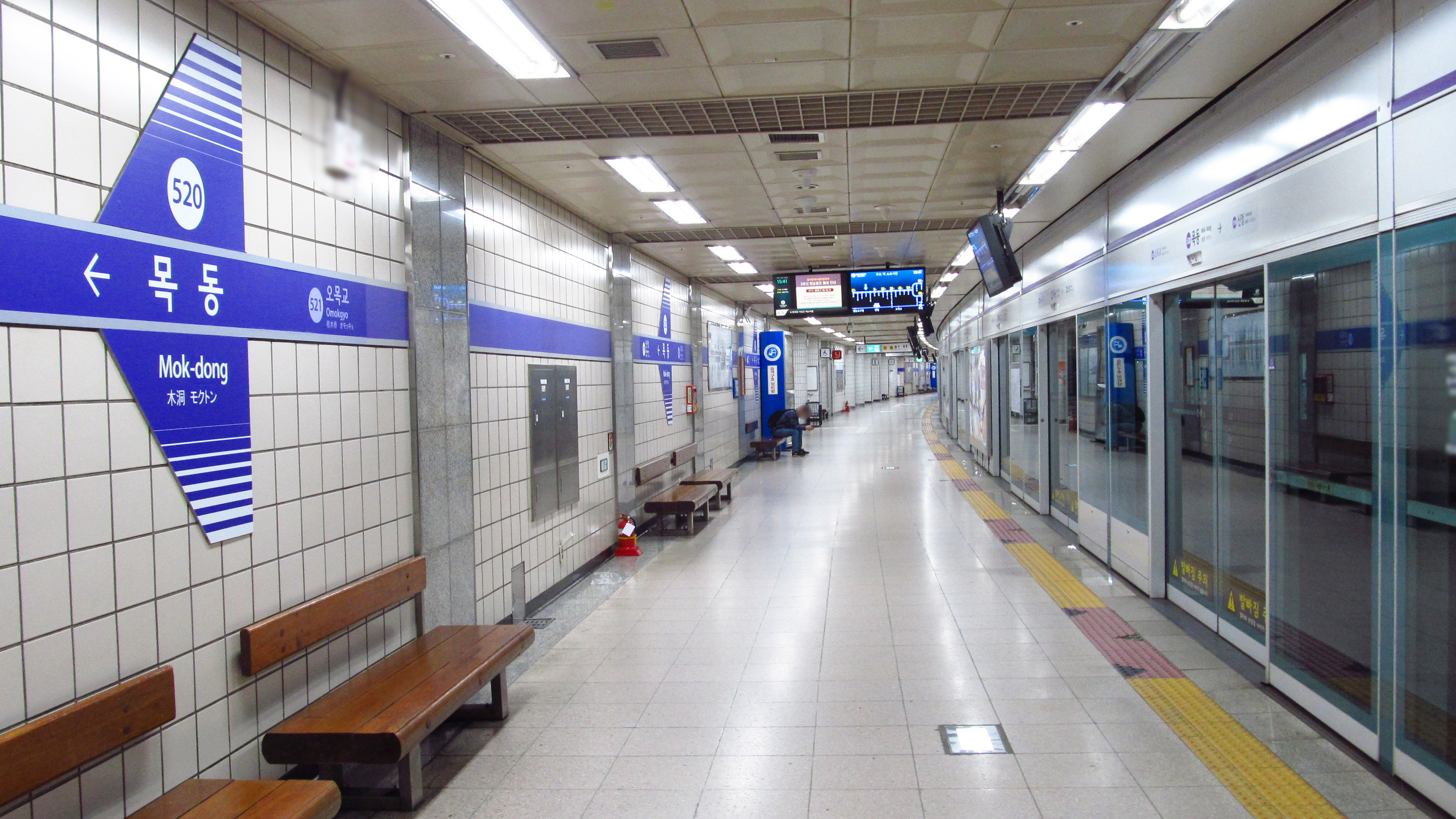
候車月台
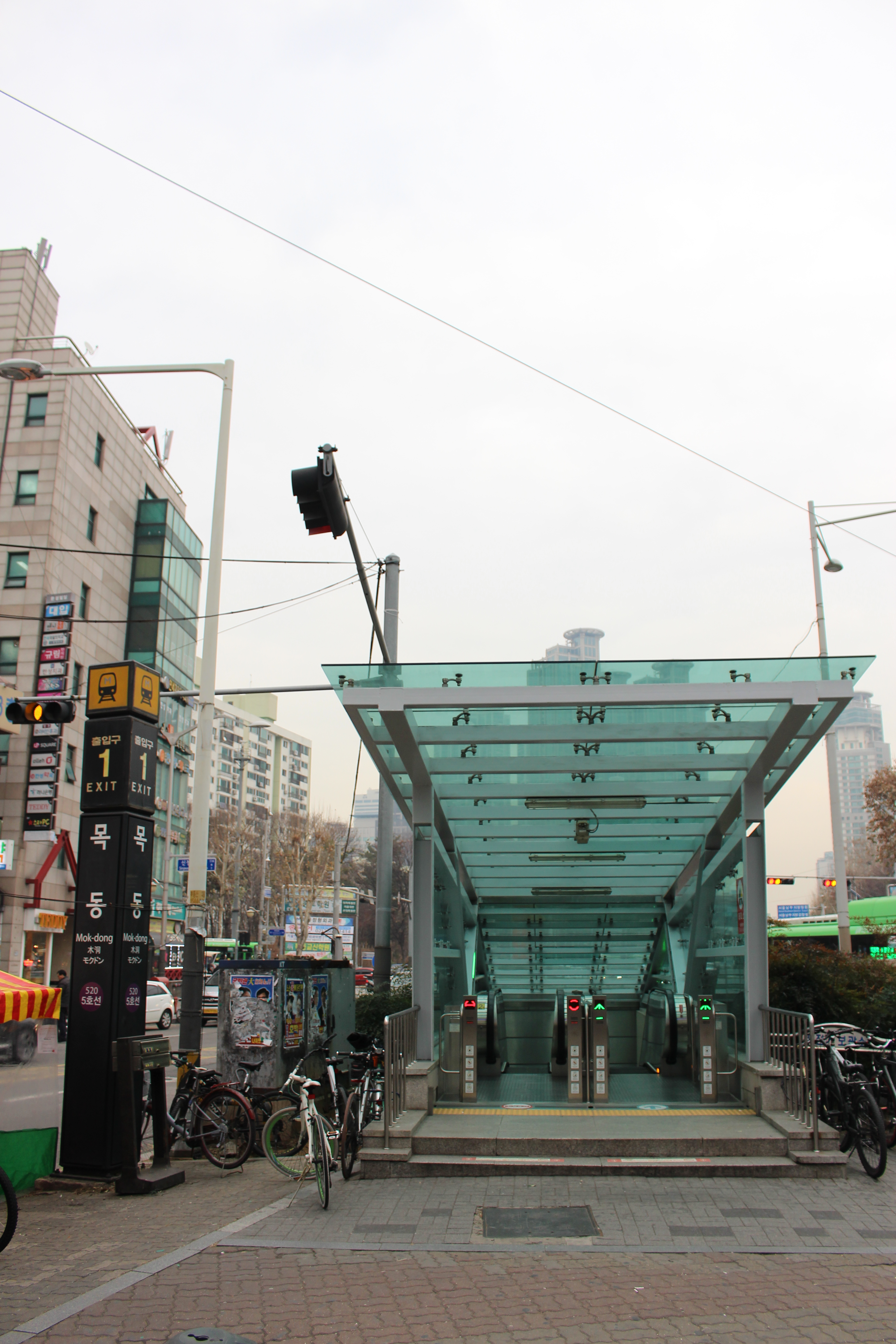
1號出口
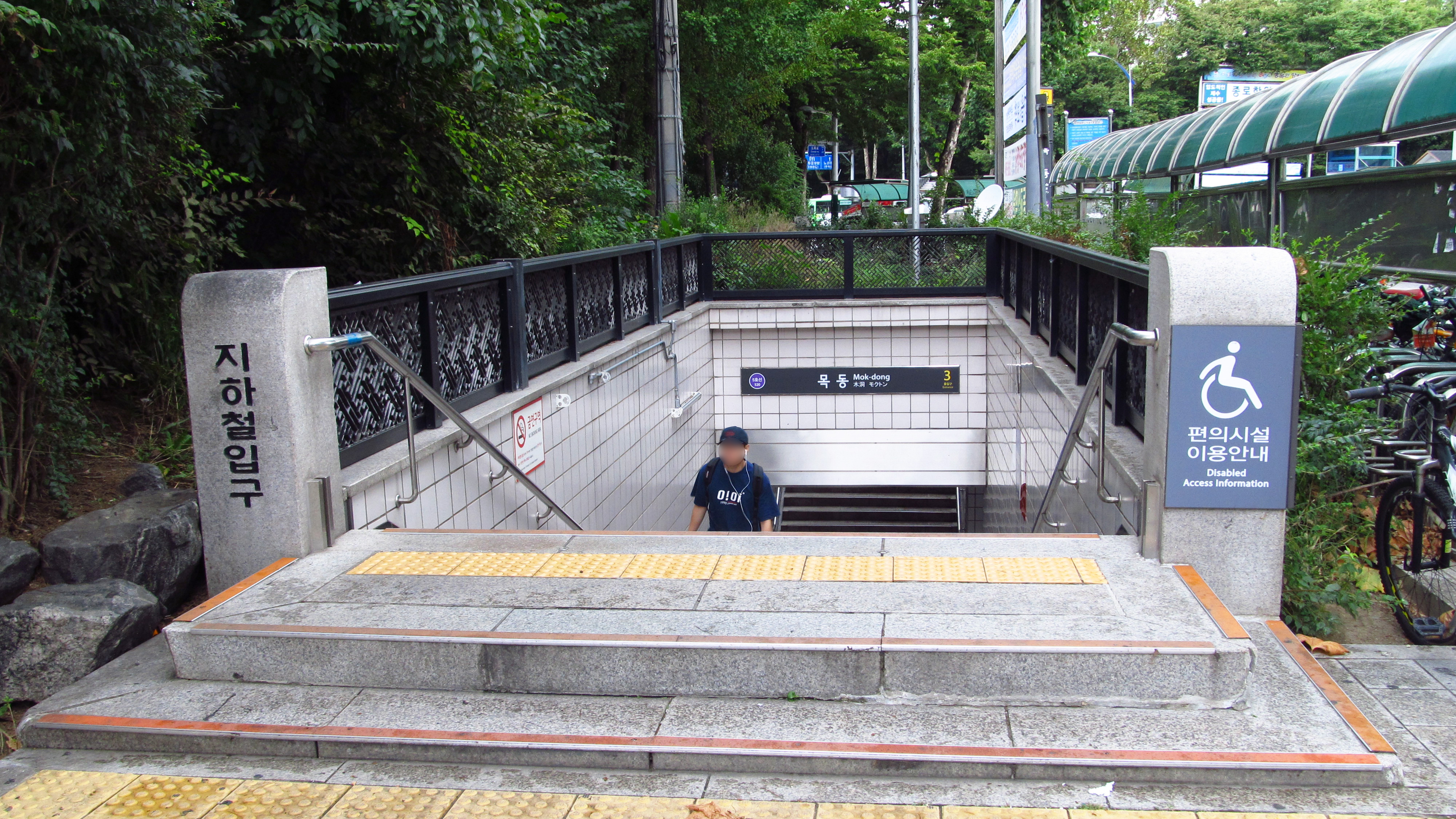
3號出口
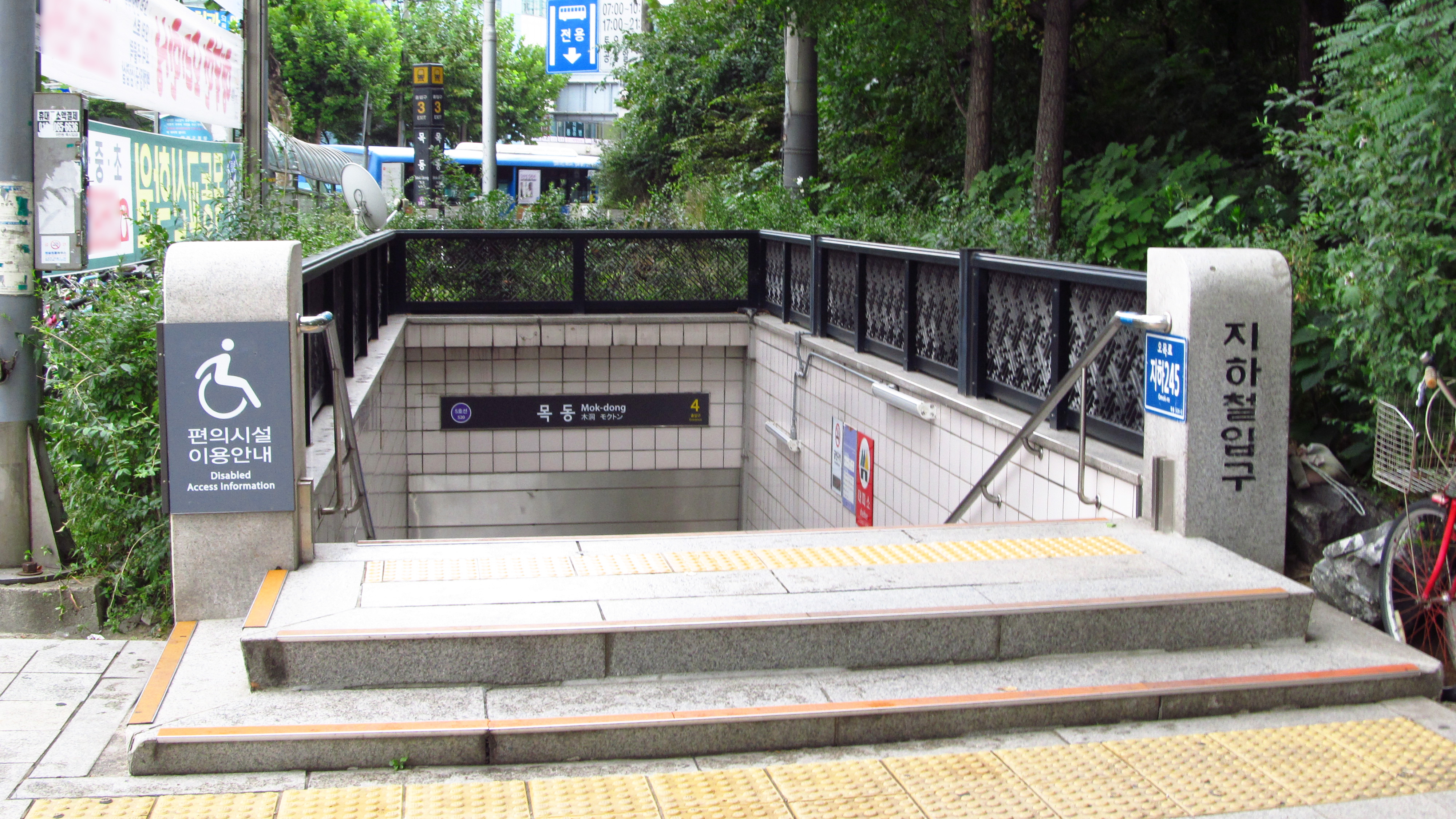
4號出口

## 相鄰車站
首爾交通公社
●首都圈電鐵5號線
新亭（519）－木洞（520）－梧木橋（521）